# Мбете, Люк
Люк Мбете-Табу (англ. Luke Mbete-Tabu; родился 18 сентября 2003, Вестминстер) — английский футболист, защитник клуба Премьер-лиги «Манчестер Сити», выступающий на правах аренды за «Нортгемптон Таун».

## Клубная карьера
Уроженец Вестминстера, Мбете тренировался в футбольной академии «Брентфорда». В 2016 году стал игроком футбольной академии «Манчестер Сити». В 2020 году помог молодёжной команде «Сити» выиграть Молодёжный кубок Англии. 21 сентября 2021 года дебютировал в основном составе «Манчестер Сити» в матче Кубка Английской футбольной лиги против «Уиком Уондерерс». 9 марта 2022 года дебютировал в Лиге чемпионов, выйдя на замену Эмерику Ляпорту в матче 1/8 финала против «Спортинга».
В 2022 году был отдан в аренду на сезон в клуб «Хаддерсфилд Таун».
26 августа 2023 года перешёл на правах аренды в нидерландский «Ден Босх».

## Карьера в сборной
Выступал за сборные Англии до 15, до 16 и до 19 лет.